# Marcinkańce
Marcinkańce (lit. Marcinkonys) – wieś w okręgu olickim na Litwie, położona na południowy wschód od Merecza. Na rok 2021 wieś była zamieszkiwana przez 493 osoby.
Marcinkańce są siedzibą dyrekcji Dzukijskiego Parku Narodowego.

## Historia
W XIX wieku powstała tu stacja kolejowa Marcinkańce na linii Kolei Warszawsko-Petersburskiej.
W latach międzywojennych miejscowość znalazła się początkowo w strefie pasa neutralnego, który w lutym 1923 w myśl decyzji Rady Ambasadorów przyznano Polsce i (bez formalnego statusu gminy) dołączono do przyległego powiatu grodzieńskiego w woj. białostockim. Dopiero w 1925 roku z omawianego obszaru (oraz z południowej części dawnej gminy Orany) powstała nowa gmina Marcinkańce w powiecie grodzieńskim w woj. białostockim, w skład której weszły Marcinkańce. 16 października 1933 Marcinkańce (wraz z miejscowością Pobiżupie) utworzyły gromadę Marcinkańce w gminie Marcinkańce
Podczas okupacji hitlerowskiej, we listopadzie 1941 roku Niemcy utworzyli getto dla żydowskich mieszkańców. Przebywało w nim około 400 osób. 2 listopada 1942 roku Niemcy ostatecznie zlikwidowali getto. Żydów wywieziono do obozu w Treblince a część zamordowano na miejscu.
Po wojnie miejscowość włączono do Litewskiej SRR w ZSRR. Od 1991 w niezależnej Litwie.